# Pârâul lui Vasile
Pârâul lui Vasile este un curs de apă, afluent al râului Miletin. 